# Stipa cretacea
Stipa cretacea är en gräsart som beskrevs av Pavel Aleksandrovich Smirnov. Stipa cretacea ingår i släktet fjädergrässläktet, och familjen gräs. Inga underarter finns listade i Catalogue of Life.